# دكما
دكما إحدى قرى مركز شبين الكوم التابع لمحافظة المنوفية بجمهورية مصر العربية.

## التاريخ
قرية دكما من القرى القديمة، حيث وردت باسم «دكما» في أعمال المنوفية ضمن قرى الروك الصلاحي التي أحصاها ابن مماتي في كتاب قوانين الدواوين، كما وردت باسم «دكما» في أعمال المنوفية ضمن قرى الروك الناصري التي أحصاها ابن الجيعان في كتاب «التحفة السنية بأسماء البلاد المصرية». وفي العصر العثماني وردت باسم «دكما» في التربيع العثماني الذي أجراه الوالي العثماني سليمان باشا الخادم في عصر السلطان العثماني سليمان القانوني ضمن قرى ولاية المنوفية، وفي تاريخ 1228هـ/1813م الذي عدّ قرى مصر بعد المسح الذي قام به محمد علي باشا باسم «دكما» ضمن قرى مديرية المنوفية.

## السكان
بلغ عدد سكان دكما 6,067 نسمة، حسب الإحصاء الرسمي لعام 2006.